# Portland Aerial Tram

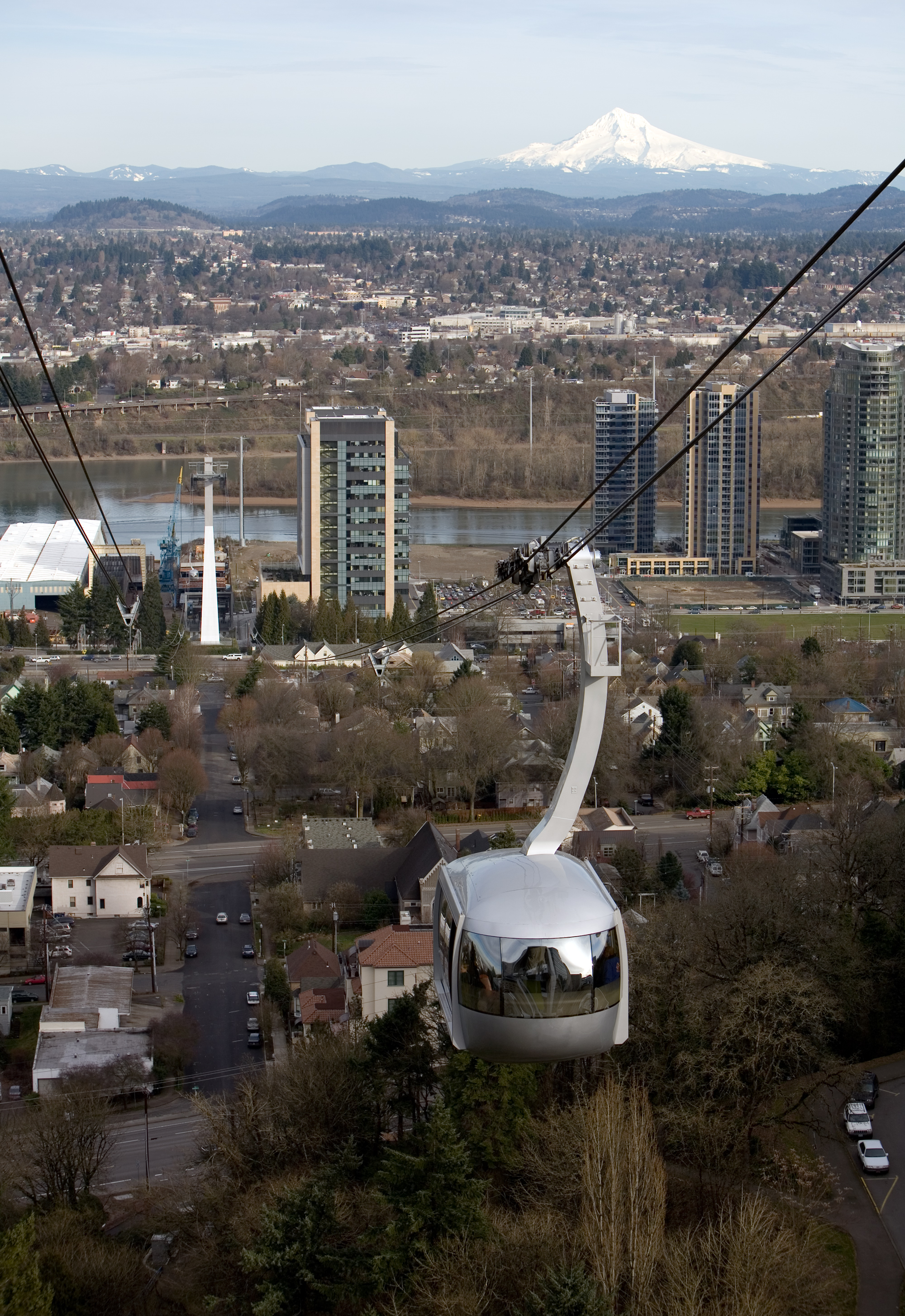
Portland Aerial Tram Mt. Hood im Hintergrund

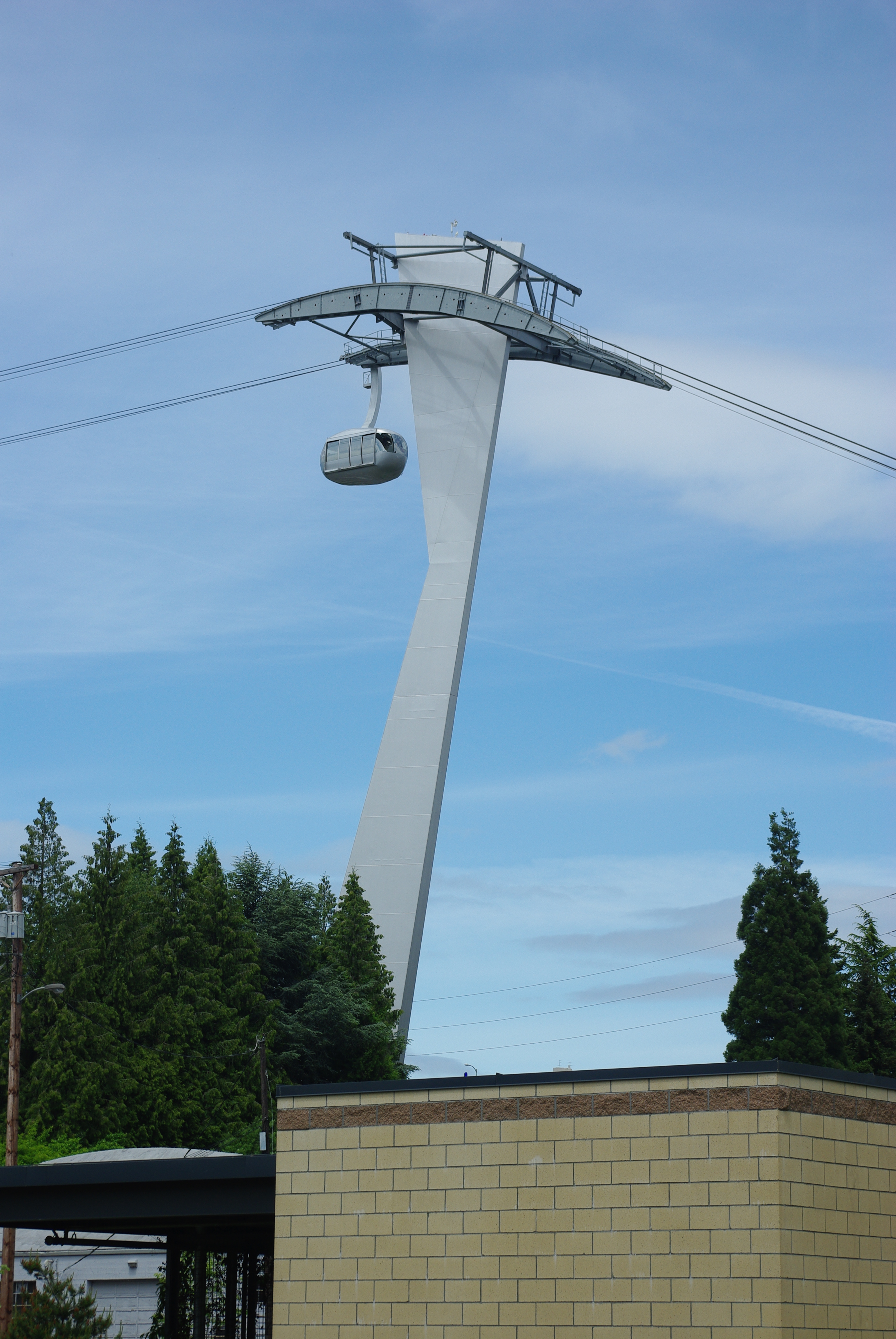
Portland Aerial Tram Seilbahnstütze

Die Portland Aerial Tram ist eine Luftseilbahn in Portland (Oregon), USA, die den südlich des Stadtzentrums gelegenen Stadtteil South Waterfront mit der Oregon Health and Science University verbindet, die auf dem oberhalb der Stadt gelegenen Marquam Hill ein größeres Universitäts- und Klinikviertel belegt und sich außerdem im South Waterfront District ausdehnt.
Die Portland Aerial Tram ist die zweite Luftseilbahn der USA (nach der Roosevelt Island Tramway in New York City), die neben diversen Standseilbahnen in den Vereinigten Staaten primär dem Öffentlichen Personennahverkehr dient.
Sie wurde gemeinsam von der OHSU, der Stadt Portland und von Immobilieneigentümern aus der South Waterfront finanziert, gehört der Stadt und wird von der OHSU betrieben. Sie dient in erster Linie dem Personal, den Patienten und den Besuchern der OHSU und ihrer Kliniken, ist aber als Teil des öffentlichen Personennahverkehrs der Stadt Portland allgemein zugänglich. Angestellte und Studenten der OHSU fahren gratis, andere Personen benötigen ein Rückfahrticket. Die Bahn verkehrt nicht an öffentlichen Feiertagen und nicht an Winter-Sonntagen.
Der Stadtteil Marquam Hill war nur über eine enge, gewundene Straße zugänglich. Nach langen, ausführlichen Diskussionen über verschiedene Optionen entschied man sich 1999 für eine Luftseilbahn als beste Verbindung. Ein internationaler Architektenwettbewerb endete 2003 mit der Beauftragung eines in Zürich und Los Angeles ansässigen Architekturbüros mit der Planung der Anlage. Die eigentliche Seilbahn wurde von Doppelmayr und seiner amerikanischen Tochtergesellschaft Doppelmayr CTEC geplant und erstellt, die Kabinen lieferte die Schweizer Firma Gangloff. Doppelmayr ist aufgrund eines Vertrages mit der OHSU auch für den Betrieb der Seilbahn verantwortlich.
Die Seilbahn wurde im Dezember 2006 für das Klinikpersonal und die Studenten eröffnet und am 27. Januar 2007 für das allgemeine Publikum. Im Mai 2009 zählte die Seilbahn ihren dreimillionsten Passagier.
Die Portland Aerial Tram ist eine Pendelbahn mit zwei Tragseilen (49 mm) und einem umlaufenden Zugseil. Die horizontale Länge beträgt 1033 m, der Höhenunterschied 145 m. Während die Talstation ein konventioneller Stahlbetonbau ist, wurde die Bergstation als insgesamt 60 m hohe Stahlkonstruktion auf dem Steilhang vor einem existierenden Gebäude errichtet und mittels einer Stahlgitterbrücke mit diesem Gebäude verbunden. Die 60 m hohe Seilbahnstütze wurde aus optischen Gründen nicht, wie üblich, als Stahlgittermast, sondern als geschwungener, schräger Stahlkörper mit Betonkern auf bis zu 16 m tiefen Pfählen gebaut. Die Tragseile sind in der Talstation fixiert, in der sich auch die Antriebe befinden. Die Spanngewichte hängen in der Bergstation. Die beiden Kabinen fassen je 78 Personen zuzüglich des Kabinenbegleiters. Sie können bei Windgeschwindigkeiten von bis zu 80 km/h fahren.